# Iga (Mie)
Iga (伊賀市, Iga-shi) é uma cidade japonesa localizada na província de Mie.
Em maio de 2012 a cidade tinha uma população estimada em 98 525 habitantes e uma densidade populacional de 173,65 h/km². Tem uma área total de 558,17 km².
Recebeu o estatuto de cidade a 1 de Novembro de 2004.